# Torre Civica (Luzzara)

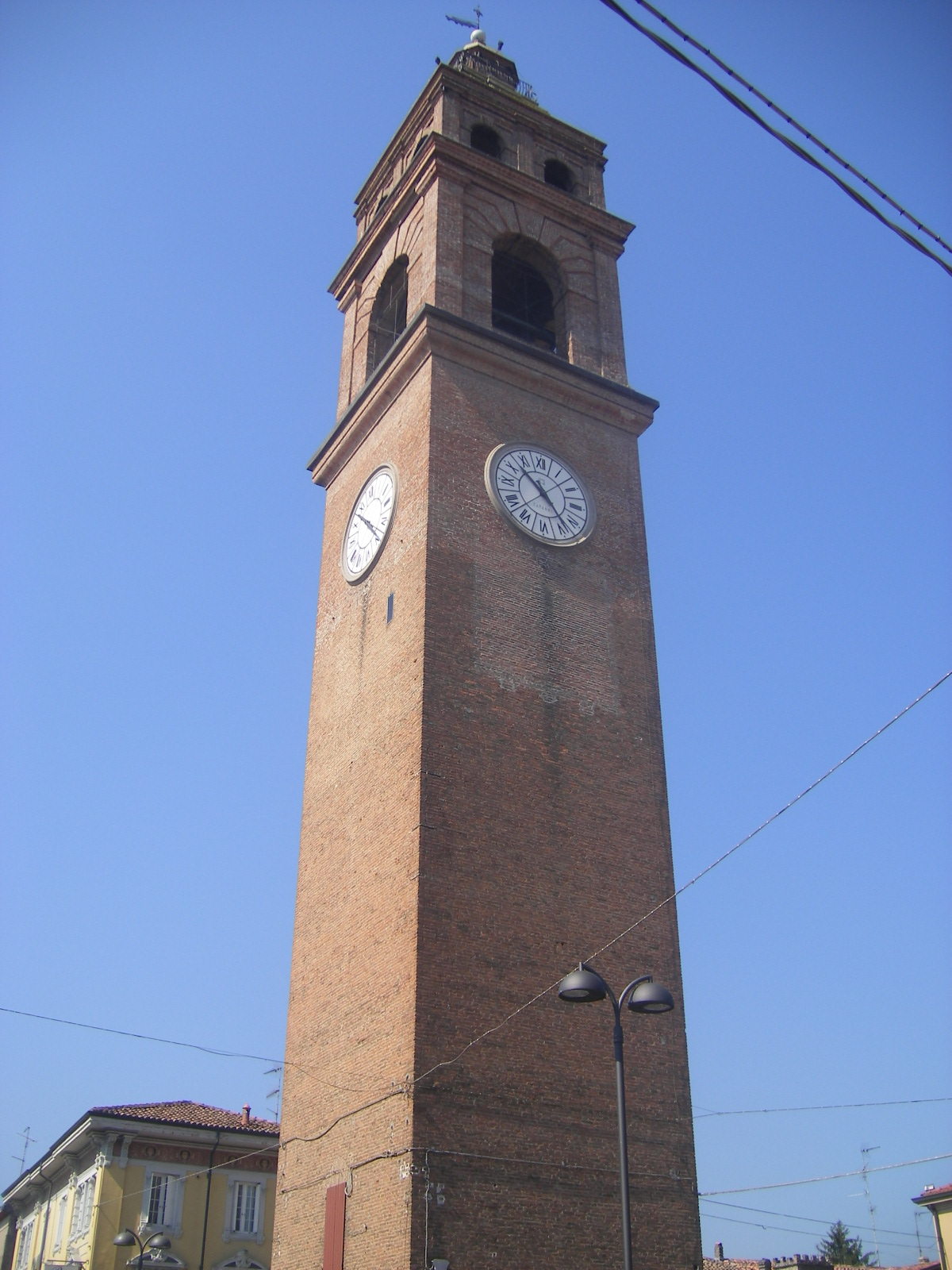
Torre Civica von Luzzara

Die Torre Civica ist ein Turm in Luzzara in der italienischen Region Emilia-Romagna. Er liegt an der Piazza Ermes Ferrari und ist eines der Symbole des Dorfes.

## Geschichte
Am 23. Oktober 1702 untergruben französische Milizen einen Teil des Castello di Luzzara mit Blick Richtung Guastalla, den Teil mit seinem bedeutenden Turm. Die Gemeinde Luzzara hatte von Beginn an den Wunsch geäußert, mit dem Baumaterial aus dem Einsturz der Festungsanlagen und des alten Burgturms einen sehr hohen Turm zu errichten. 1724 begann man mit dem Bau, wobei man für das Gerüst das vom Herzog angebotene Holz aus Guastalla verwendete. Aber die Arbeiten mussten aus Geldmangel unterbrochen werden, wodurch der Turm in seinem oberen Teil quadratisch blieb.
1780 führte eine Bestimmung der Gemeinde Luzzara zur Fertigstellung des Turms mit dem Bau der Kuppel, die mit Zinkblech eingedeckt wurde. Am 15. September 1780 wurde auf die Spitze des Turms das Kreuz gesetzt, womit Il Luccio (dt.: der Hecht) eine Höhe von 55 Metern erreichte. Ursprünglich hatte der Turm nur zwei Zifferblätter, eines nach Norden und eines nach Süden weisend, entsprechend der Ausrichtung der Via Avanzi, der Hauptstraße von Luzzara. Nach Eröffnung der Viale della Stazione im Jahre 1911 entschied man sich in den 1920er-Jahren, ein drittes Zifferblatt auf der Ostseite anzubringen und die beiden anderen höher zu setzen.

## Die Geschichte um die Höhe des Turms
Der Turm ist höher als seine heutigen aufgehenden 55 Meter. Teilweise wurde der Turm auf der Höhe der alten Gräben der Burg errichtet und heute gibt es unterhalb des Straßenniveaus auf Höhe des Erdgeschosses ein etwa 2,5 Meter hohes Untergeschoss, das einst das Erdgeschoss des Turms war. Das Niveau der heutigen Piazza Ermes Ferrari wurde erst 1911 auf das Niveau der Via Avanzi angehoben, indem man die alten Gräben der Burg zuschüttete.